# حديث النساء (فلم)
حديث النساء (بالإنجليزية: Women Talking) هو فيلم درامي أمريكي لعام 2022 من تأليف وإخراج سارة بولي، ومن نجوم الفيلم روني مارا، كلير فوي، جيسي باكلي، جوديث آيفي، بن ويششو، وفرانسيس مكدورماند (التي تعمل أيضًا منتجة للفيلم). عرض الفيلم لأول مرة في العالم في مهرجان تيلورايد السينمائي في 2 سبتمبر 2022.

## روابط خارجية
- مقالات تستعمل روابط فنية بلا صلة مع ويكي بيانات